# Прескочикобила
Прескочикобила е детска игра, в която играчите прескачат взаимно един на друг прегърбените си гърбове. Тя е традиционна игра, която се среща все по-рядко в условията на конкуренция на електронни игри.

## История
Игрите от този вид се наричат с английското име (на английски: Leapfrog – „скачаща жаба“) поне от края на 16-и век.

## Правила
Първият участник опира ръцете си на колене и се навежда, което се нарича даване на гръб. Следващият играч поставя ръце на гърба на първия и го прескача, като разкрачва крака широко един от друг. При приземяване той се навежда и трети прескача първия и втория, а четвъртият преминава над всички останали последователно. Когато всички играчи се навеждат, последният в опашката започва да прескача всички останали на свой ред. Броят на участниците не е фиксиран.

## Галерия
- Албанска пощенска марка показваща странично прескачане, 1972 г.
- Детайл от „Children's Games“ („Детски игри“), худ. Питер Брьогел Стари
- Прескочикобила в училище за момичета в Мусури, Индия
- Етапи на прескачане